# Mariano da Torino
Fader Mariano da Torino, född 25 maj 1906 i Turin som Paolo Roasenda, död 27 mars 1972 i Rom, var en italiensk kapucinermunk och religiös TV-personlighet. Den 15 mars 2008 signerade påven Benedikt XVI det dekret som tilldelade fader Mariano titeln venerabilis (latin vördnadsvärd), det andra steget i kanoniseringsprocessen. Hans stoft vördas i kapucinkyrkan Santa Maria della Concezione dei Cappuccini i Rom.

## Sekulärt liv
Paolo Roasenda engagerade sig tidigt i den katolska organisationen Azione Cattolica, ungefär katolsk aktion. Han studerade humaniora på universitet i Turin och avlade examen den 14 december 1927, 21 år gammal som den yngste i Italien. Efter utbildningen jobbade han som lärare i klassisk litteratur, grekiska och latin på gymnasier i Piemonte och Rom, samtidigt som han publicerade uppsatser om litteraturkritik och tidig kristen historia samt skrev essäer, pjäser och biografier för ungdomar. När han arbetade i Rom 1937 utsåg kardinalvikarien Francesco Marchetti Selvaggiani honom till ordförande för Gioventù Romana di Azione Cattolica, den katolska föreningen Azione Cattolicas ungdomsförbund i Rom. I slutet av 1940 upphörde Mariano att undervisa och sökte inträde i kapucinorden.

## Tevemunk
Paolo Roasenda blev novis i kapucinorden i Fiuggi den 28 december 1940 och antog namnet Mariano da Torino. Tillnamnet da Torino betyder "från Turin". Ett år senare den 12 januari 1942 avlade han munkordens löften. Den 29 juli 1945 blev han präst, och han fick examen i teologi från Angelicum i Rom den 30 november 1949. Han började undervisa och kom i kontakt med Vatikanradion. År 1955 blev han vald bland 30 andra sökande att hålla religiösa TV-inslag för RAI, den italienska statstelevisionen. Han började och avslutade sina inslag med Pace e bene a tutti, på svenska ungefär Frid och allt gott till er alla. Han gjorde succé och följde sen upp med program som La Posta di Padre Mariano (Fader Marianos brev), Chi è Gesù (Vem är Jesus) och In Famiglia (I familjen). Han fortsatte att göra TV fram till sin död 1972.